# Paul-Amaury Michel
Pour les articles homonymes, voir Michel (patronyme).
 (juillet 2022).
Paul-Amaury Michel, né le 22 février 1912 à Bruxelles où il est mort le 2 mars 1988, est un architecte belge fervent défenseur du mouvement moderne en Belgique.

## Biographie
Fils unique d’un père agent de change et d’une mère au foyer, il fait ses études préparatoires d’architecture à l’école Saint-Luc, avant d’entrer en 1929 à l’Institut supérieur des arts décoratifs de La Cambre (ISAD La Cambre). Il est l'un des premiers étudiants à décrocher son diplôme en 1934 avec un travail de fin d’études portant sur un aéroport-relais au centre de Bruxelles avec lequel il décroche la grande distinction.

### 1935-1942, le Corbusier, Pierre Chareau et le Bauhaus
C’est à travers ses nombreux voyages en Europe, notamment en Hollande et à Paris, que Paul-Amaury Michel rencontre des figures comme Robert Mallet-Stevens, André Lurçat, Le Corbusier et Pierre Chareau. Ces rencontres sont capitales pour le jeune architecte et le confortent dans sa voie moderniste. C’est d’ailleurs dès la fin de ses études à l’ISAD La Cambre, qu’il entame sa première construction, sa maison personnelle, « La Maison de Verre ». Manifeste du modernisme à Bruxelles, directement référencé aux œuvres de Le Corbusier et à la maison du même nom de Pierre Chareau, elle lui permet d’obtenir le prix Van de Ven en 1937[réf. nécessaire]. À la suite de cela, sa maison personnelle sera le sujet d’un grand nombre de publications dans les revues spécialisées. Cette renommée lui vaudra l’invitation de Victor Bourgeois, en tant que membre, aux Congrès internationaux d'architecture moderne (CIAM).
Durant la période 1935-1942, sa production est empreinte des grands principes modernistes de Le Corbusier et du Bauhaus appliqués à des immeubles à appartements et à des bâtiments industriels, commerciaux.

### 1942-1945, les Camps de Concentration
À la suite d'une dénonciation durant 1942, il est arrêté par la Gestapo et est détenu dans un premier temps dans les forts de Breendonk puis de Buchenwald. S’ensuit une déportation dans les différents camps de concentration de Ellrich, Dora, Ravensbruck, Malchow, durant trois longues années. Il réussit, durant le printemps 1945, soit quelques jours avant l’armistice de la Seconde Guerre mondiale, à s’échapper des bagnes nazis.

### 1945-1980, le traumatisme des Camps
On retrouvera à la fin de la Seconde Guerre mondiale, un Paul-Amaury Michel traumatisé et atteint nerveusement qui ne reprendra jamais son activité dans le même engouement et enthousiasme qu’au début de sa carrière. À la suite de ce tournant émotionnel dans sa vie, il choisira de ne quasiment plus dessiner et s’attacher à la gestion et au management de son équipe de projet. Malgré tout, il reste un fervent défenseur du modernisme et devient d’abord Secrétaire, puis par la suite Président de la Société belge des urbanistes et architectes modernistes, appelée aussi SBUAM en 1949. Comme pour toutes les responsabilités qu’il a pu endosser, il prend ce rôle très à cœur.
Paul-Amaury Michel écrit quelques articles dans la presse architecturale et spécialisée de l’époque. C'est durant l'année 1946 qu'il refuse à plusieurs reprises dans son bureau, le jeune Albert Bontridder (en) alors âgé de 24 ans. Il l'accepte après une longue insistance à titre d'essai durant trois mois. Albert Bontridder deviendra son collaborateur pendant près de dix ans.
À partir de 1950 il se penche sur l’architecture éphémère de pavillons et de stands permettant à la Belgique une visibilité sur la scène internationale.
Durant l’année 1980, Paul-Amaury Michel sera progressivement atteint de cécité, le forçant à abandonner son activité d’architecte. Il fera don de ses archives aux Archives d’Architecture Moderne (AAM) de Bruxelles en 1983.

## Projets
- 1935 : La Maison de Verre
- 1937-1938 : Immeuble à Appartements
- 1937 :  Maison et Atelier d’Artiste de Madame Deswarte
- 1938 : Projet d’urbanisation (collab. Huib Hoste)
- 1938-1947 : Sunshine Castel Residence
- 1939-1940 : Villa « La Romée »
- 1938 : Immeuble Clarté
- 1940-1941 : Immeuble à appartements
- 1940 : Immeuble à appartements
- 1941-1943 : Piscine en plein-air
- 1941 : Maison Schatzenberg
- 1945 : Magasin de tissu Noma
- 1947 : Villa Brewer
- 1948 : Appartement M. et Mme Charlier
- 1948 : Appartement M. Le Borne
- 1948 : Bureau Fruitimex
- 1948 : Bureau pour le Ministère des Finances
- 1948 : Bureau pour le Ministère des Finances
- 1948 : Usine Charlet
- 1948-1949 : Résidence des Alliés
- 1950 : Habitation (collab. Ernö Goldfinger)
- 1950 : Immeuble à appartements
- 1951 : « Casa Belga » Pavillon modèle Belge, IXe Triennale
- 1952 : Immeuble à appartements
- 1954 : Appartement Mr Depas
- 1954 : Appartement de Mr Hotteman
- 1955 : Immeuble à Appartements
- 1955 : Projet Complexe d’appartements et commercial, Le Moulin des Béguines (collab. Ernö Goldfinger)
- 1955 : Résidence Saint Gery
- 1958 : Exposition universelle de Bruxelles, pavillon des Nations unies
- 1961 - 1963 : Immeuble de bureaux pour le Ministère des Finances
- 1963 : Propriété de M. & Mme Brandt De Saeger
- 1964 : Projet Cité Jardin
- 1965 : Maison Personnelle
- 1967 : Pensionnat
- 1970-1974 : Maison de repos Fonpavo (collab. Jack Sokol)
- 1970 : Monument pour le 25e anniversaire de la libération des camps de concentration
- 1973 : Habitations sociales
- 1979 : Projet non réalisé Institut national de invalides de guerre

#### Ouvrages de référence
- Julien Fontaine, Christine Bastin, Jacques Evrard, La maison de verre Paul-Amaury Michel, Bruxelles, AAM Edition Archives d’architecture moderne, 2004.
- Françoise Aubry, Jos Vandenbreeden, France Vanlaethem, Art nouveau, art deco & modernisme, Édition Racine, 2006
- Jean Delhaye, L’appartement d’aujourd’hui, Édition Desoer, Liège, 1946, p. 73.

#### Revues
- G. Balbachevsky, « La Maison de Verre de Bruxelles », La technique des travaux no 9, Liège, septembre 1936
- Maurice Deletang, « Immeuble de rapport à Bruxelles. Architecte Paul-Amaury Michel », Bâtir no 70, 1938, p. 402-403.
- L. de Neuville, « L’immeuble à appartements, Résidence des alliés, Boulevard Général Jacques à Bruxelles », La technique des travaux no 1-2, Bruxelles, janvier-février, 1953, p. 3.
- Albert Dewalque, « Un relais Belge du Modern Express », A+ no 117, Bruxelles, 1992
- Pierre-Louis Flouquet, « La maison de verre », Bâtir no 44, 1936, p. 780.
- Pierre-Louis Flouquet, « L’appartement « duplexe » logement moderne », Bâtir no 65, 1938, p. 172-175.
- Casabella no 116, Milan, 1937
- L’Émulation no 3, Bruxelles, 1937
- L’Époque no 2, Bruxelles, 1937
- « Bassin de natation », Architecture Urbanisme Habitation no 4-6, avril-mai-juin 1945, p. 48-51.
- « Clarté », Art de bâtir no 8, 1941, p. 15-16.
- « Deux magasins modernes », La Maison no 5, mai 1949, p. 150-152.
- « Double habitation particulière », Art de bâtir no 2, février 1943, p. 35-39.
- « Habitation pour deux familles à Bruxelles », La Maison no 11, novembre 1953, p. 351.
- « Immeuble d’appartement à Bruxelles », Architecture d’aujourd’hui no 2, 1939, p. 40.
- « 3 immeubles à appartement à Bruxelles », Architecture d’aujourd’hui no 31, 1950, p. 36.
- « Immeuble d’appartements à Bruxelles », Bâtir no 51, février 1937, p. 1067-1068.
- « Immeuble d’appartements à Bruxelles », La maison no 1, janvier 1949, p. 14-15.
- « Immeuble de rapport », L’art de bâtir, janvier 1953, p. 15-16.
- « Intérieur », Art de bâtir no 13, janvier 1942, p. 19-20.
- « La maison de verre, une interview de l’architecte PA Michel », Clarté no 7, Bruxelles, 1936, p. 11
- « La participation du commissariat Belge au quartier expérimental de la IXe Triennale de Milan », La Maison no 4, 1951, p. 97-98.
- « Les nouveaux bâtiments d’administration des usines Charlet et Cie, à Berchem-Bruxelles », La Maison no 11, novembre 1949, p. 345, 347.
- « Maison à Bruxelles », Architecture d’aujourd’hui no 2, 1939, p. 62.
- « Maison d’un architecte à Bruxelles », Architecture d’aujourd’hui no 1, 1937, p. 55.
- « Paul Amaury Michel. Some recent architecture in Belgium », Architectural Design, Londres, volume 18, octobre 1948
- « Projet d’immeuble d’appartements », Architecture-Urbanisme-Habitation no 4 à 6, avril-mai-juin, 1946, p. 50-51.
- « Quatre immeuble d’appartement à Bruxelles », Rythme, janvier 1950, p. 8-11.

#### Mémoire
- Albert Dewalque, Le pilier idéologique et la métaphore porteuse, Mémoire de fin d’études, Institut supérieur d’Architecture de l’Etat-La Cambre, Bruxelles, 1988.
- Jacinthe Gigou, sous la dir. de Jean-Baptiste Minnaert, Paul Amaury Michel 1912-1988, Mémoire, Université François-Rabelais de Tours, Université Libre de Bruxelles, 2006.